# Neivamyrmex balzani
Neivamyrmex balzani är en myrart som först beskrevs av Carlo Emery 1894.  Neivamyrmex balzani ingår i släktet Neivamyrmex och familjen myror. Inga underarter finns listade i Catalogue of Life.